# Anthony Sablan Apuron
Pour un article plus général, voir Abus sexuels sur mineurs dans l'Église catholique aux États-Unis.
Anthony Sablan Apuron (né le 1er novembre 1945) est un prélat américain de l'Église catholique romaine. Il a été archevêque de l'archidiocèse d'Agaña à Guam de 1983 à 2016, date à laquelle le Saint-Siège l'a démis de ses fonctions d'archevêque pour les crimes d'abus sexuels sur des enfants.

## Biographie
En novembre 2014, le pape François reçoit l'archevêque de Guam, Anthony Apuron, alors que le réseau SNAP l’accuse d’avoir protégé un prêtre pédophile. Par ailleurs Anthony Apuron est accusé d’abus sexuels sur des enfants, commis dans les années 1970.
En 2018, accusé d’abus sexuels sur mineurs, il est condamné en première instance par le Vatican à la perte de sa charge épiscopale et à l’interdiction de résider dans le diocèse d’Agaña.
En 2019, il est condamné définitivement pour abus sur mineurs par la Congrégation pour la doctrine de la foi. Condamné à la privation de son office, il a l'interdiction de résider sur le territoire du diocèse d’Agaña et d’utiliser les insignes épiscopaux.